# Dzerzhinsk
Dzerzhinsk (en ruso: Дзержинск) es una ciudad del óblast de Nizhni Nóvgorod, Rusia, situada a lo largo del río Oka, unos 396 km al este de Moscú. Su población era de 246.000 habitantes (2009). La ciudad debe su nombre a Felix Dzerzhinski, un dirigente bolchevique que llegó a ser el primer jefe de la Checa y del GPU, organizaciones de inteligencia predecesoras del KGB y FSB. La ciudad fue fundada en 1930, el "Día de la Ciudad" en Dzerzhinsk tiene lugar el último domingo de mayo. 

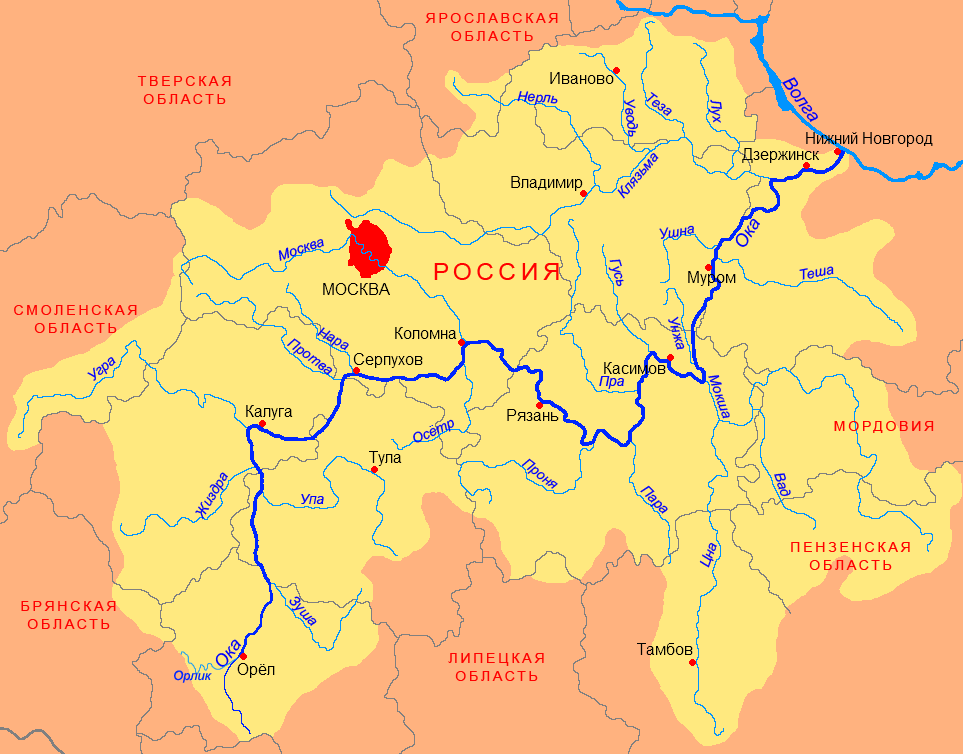
Mapa en ruso del río Oká —afluente del Volga— en el que se ve arriba a la derecha, cerca de su desembocadura, Dzerzhinsk (Дзержинск)

Dzerzhinsk es hoy en día un gran centro de la industria de producción de productos químicos rusos. En el pasado, la ciudad estuvo también entre los principales centros de producción de armas químicas de Rusia. Debido a su importancia estratégica, esta ciudad fue, hasta hace poco, oficialmente cerrada a los visitantes extranjeros.
Además, en esta ciudad nació el político y dirigente nacional-bolchevique Eduard Limónov el 22 de febrero de 1943.

## Población
Cuenta con una población de 272.445 habitantes (censo del 2008). 
| 103.400 | 164.000 | 221.000 | 257.100 | 285.100 | 286.600 | 261.334 | 249.900 |

## Ciudadanos notables
- Irina Vorónina, Playboy Playmate del mes.[2]
- Serguéi Chigrakov, músico de la banda Chizh & Co.

## Ciudades hermanadas
Dzerzhinsk está hermanada con las siguientes ciudades:
- Ivánovo
- Maloyaroslavets
- Gus Jrustalny
- Ozery
- Soligálich
- Zarechny
- Gubkin
- Belomorsk
- Berkovitsa
- Montana, Bulgaria
- La Eliana
- /  Krasnoperekopsk, Rusia, (reclamada por Ucrania)
- Marmaris